# Régions pétrolifères en Afrique
Cet article présente les régions pétrolifères en Afrique

## Littoral atlantique
Le littoral africain est une marge continentale importante, l'ouverture du rift atlantique a laissé des couches géologiques riches en matières organiques qui ont donné naissance à nombre de bassins pétroliers, plus particulièrement là où l'embouchure des fleuves, transportant des masses de sédiments, a fourni une profondeur d'enfouissement plus grande.

Carte des bassins producteurs

### Nigeria
Le delta du Niger est un bassin prolifique, situé pour l'essentiel au Nigeria, mais débordant sur les territoires du Cameroun, de la Guinée équatoriale, et de Sao Tomé-et-Principe. Le productible ultime de cette région semble être de l'ordre de 80 à 100 Gbbl, dont la majorité se situe dans quelque 200 gisements de tailles modérées, plus d'importantes quantités de gaz naturel.
Le Nigeria, seul pays membre de l'OPEP en Afrique subsaharienne avec l'Angola, produit au début du XXIe siècle 2,4 Mbbl/j (en totalité dans le delta du Niger). Il n'y a plus eu de nouvelle découverte onshore importante depuis des années, mais l'offshore profond du pays est l'un des secteurs les plus activement explorés sur la planète au cours des années 2000, et a donné plusieurs gisements majeurs ces dernières années. Les gisements en mer profonde, dont le premier, Bonga, découvert par Shell en 2001 et entré en service début 2006, devraient atteindre le million de barils par jour avant la fin de la décennie.
L'exploration continue en offshore dans des zones de plus en plus lointaines. Comme ailleurs dans le monde (golfe du Mexique, Angola...), le développement des techniques d'exploitation en eau profonde a permis d'accéder à une extension d'un bassin pétrolier de longue date et a permis de réaliser l'exploitation de grands gisements comme Akpo. Le Nigeria est actuellement considéré comme ayant les meilleures perspectives de développement à moyen terme. Une zone partagée a été convenue avec Sao Tomé-et-Principe, et l'exploration y a déjà révélé un gisement potentiellement significatif. La production sera partagée par moitiés, Sao Tomé-et-Principe deviendra donc producteur de pétrole.
L'exploitation pétrolière plus ancienne (onshore et offshore proche) au Nigeria est connue pour ses pratiques dommageables pour l'environnement (torchage du gaz naturel, mauvais entretien...) qui, cumulées à l'absence de retombées économiques pour les populations locales, suscitent des actes hostiles de la part de celles-ci. Dans le domaine du gaz naturel, la situation s'améliore progressivement, la destruction en torchère étant réduite par le développement de terminaux de gaz naturel liquéfié (GNL).
Bien que membre de l'OPEP, le Nigeria n'a pas une industrie nationalisée, les concessions étant presque toutes aux mains des grandes compagnies multinationales. Quelques compagnies privées nigérianes font leur apparition, soutenue par le gouvernement pour développer des gisements trop petits pour intéresser les majors.

### Côte d'Ivoire
Le président Félix Houphouët-Boigny a toujours délaissé le secteur minier pensant que l'exploitation minérale serait source de conflit. En 2007 les exportations pétrolières sont devenues la première ressource financière du pays. Du pétrole est extrait en mer par des sociétés canadiennes et ivoiriennes (SIR…).
Récente, la production pétrolière est de 89 000 barils par jour en 2006. Grâce à l'exploitation de nouveaux sites et à l'amélioration technique de d'extraction, il est prévu d'atteindre 110 000 barils par jour en 2008. On estime les réserves pétrolières du pays à 100 millions de barils. L'Europe absorbe plus de 50 %, le reste est exporté aux États-Unis et en Chine, mais malgré cela la Côte d'Ivoire depuis quelques années arrive à disposer de quelques usines comme la zone industrielle de Yopougon et de Vridi.
La Côte d'Ivoire est en train[Quand ?] de construire deux raffineries en plus de la première qui devraient coûter 700 milliards de F CFA pour celle d'Abidjan et 1 milliard de $ pour celle de San-Pédro. La Côte d'Ivoire assure aussi un projet pipeline dans le processus d’électrification des villes de Côte d'Ivoire qui devrait traverser le territoire national.

### Angola

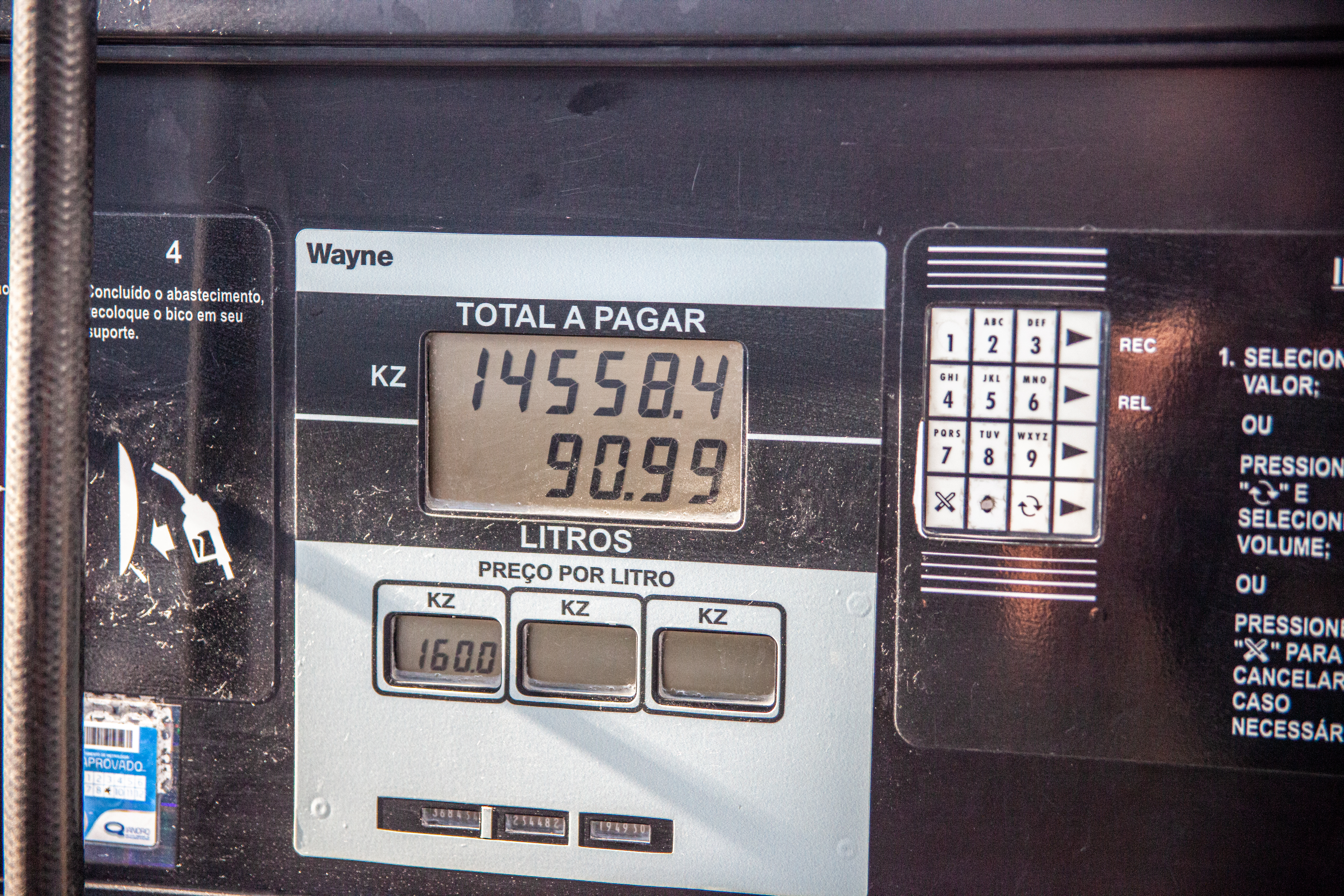
Prix de l'essence en juin 2019.

Deuxième producteur de pétrole d'Afrique subsaharienne après le Nigeria, l'Angola a vu longtemps son potentiel pétrolier, connu de longue date, peu exploité du fait de l'interminable guerre civile. La première zone à être exploitée fut l'offshore proche de l'enclave de Cabinda (secteur dit « block zéro »). Cette zone, opérée par Chevron Texaco, produit actuellement environ 500 kbbl/j. Mais ces gisements commencent à vieillir. L'exploitation s'est ensuite étendue vers les secteurs offshore du nord du pays.
La production du pays s'envole (de 900 kbbl/j en 2003, elle doit atteindre 2 Mbbl/j en 2008) grâce à une série de gisements en offshore profond, dont plusieurs dépassent 200 kbbl/j. Le complexe de Kizomba, en eaux profondes de Cabinda (« Block 15 ») doit être développé en trois phases (la première est déjà en service) pour un total de 750 kbbl/j. Le pays commence aussi à prospecter en onshore, surtout à Cabinda, malgré le risque lié à la guérilla indépendantiste 
Au mois d'août 2011, la société pétrolière Total a annoncé le début d'exploitation du champ pétrolier géant en eaux profondes (entre 600 et 1 200 mètres sous le niveau de la mer) de Pazflor. Ce gisement doit fournir dans les mois qui suivent 220 000 barils de pétrole par jour. Les réserves « prouvées et probables » de ce champ sont évaluées à 590 millions de barils de brut. Pazflor serait le plus gros chantier en cours du groupe pétrolier français.
L'Angola est un des principaux fournisseurs de capacité incrémentale hors OPEP ces dernières années : presque tout est exporté. Outre l'augmentation de la production de pétrole, le pays commence à réduire la destruction en torchère de gaz associé, et a commencé à exporter du GNL en 2013,. Fin 2006, le pays a annoncé son intention de rejoindre l'OPEP, ce qu'il fait en 2007. Selon une étude de 2006 du cabinet Wood Mackenzy, l'Angola avait à cette date plus de 10 milliards de barils de réserve. Ce même document annonce un pic de la production à quelque 2,6 Mbbl/j en 2012, mais ce uniquement sur la base des gisements connus. La production hors eaux profondes a pour sa part culminé à 750 kbbl/j en 1998.
En 2021, Total met en place un projet baptisé Zinia 2, afin d'économiser plus de 150 millions de dollars. L'opération profite à Total mais aussi au gouvernement angolais qui craignait de voir sa production baisser en cas de non développement de cette nouvelle structure. Le projet ZInia 2, situé à 150 kilomètres des côtes du pays, en eaux profondes, prévoit le forage de neuf puits pour atteindre le débit de 40 000 barils par jour mi 2022.

### Autres pays

#### Mauritanie
L'offshore de Mauritanie est l'une des plus récentes provinces entièrement nouvelles à avoir été découvertes. En l'an 2000 son potentiel pétrolier était encore inconnu ; depuis, cinq gisements de pétrole et/ou de gaz (plus quelques découvertes sub-commerciales) ont été trouvés, pour un total de l'ordre d'un Gbep. La production dans le premier gisement, Chinguetti, a commencé en 2006. Par ailleurs, le pétrole lourd de Dome Flore partagé entre le Sénégal et la Guinée-Bissau va être[Quand ?] mis en exploitation. Ces deux exemples ont incité nombre de compagnies à investir dans la région. 

#### Guinée équatoriale
La Guinée équatoriale a vu sa production décoller de façon vertigineuse (infime en 1996, elle frise maintenant les 400 kbbl/j) grâce à trois gisements offshore, deux de pétrole et un de gaz naturel, et compte aussi devenir exportatrice de GNL. Le pays possède en fait deux régions pétrolières bien distinctes : l'île de Bioko est installée dans une partie du bassin du Niger, tandis que la partie continentale possède une formation deltaïque beaucoup plus petite, celle du Rio Muni. Les réserves sont estimées à près de 2 Gb.

#### Cameroun
Les modestes (400 Mbbl) réserves de pétrole et de gaz naturel du Cameroun se répartissent dans trois zones : la petite fraction du delta du Niger qui se situe en territoire camerounais, région vieillissante, le bassin de Douala/Kribi sur la côte, et le bassin de Lagoni dans le Nord. Si les deux derniers offrent encore des potentialités intéressantes (plus pour le gaz naturel que le pétrole), le pays est globalement post-pic pétrolier, avec une production en déclin (58 kbbl/j en 2005, contre 181 en 1985). Après des années de bataille juridique, le Cameroun devrait récupérer la péninsule de Bakassi, jusqu'ici occupée par le Nigeria, qui pourrait offrir quelques gisements. D'autre part, le bassin de Lagoni est plus accessible désormais grâce au pipeline Tchad-Cameroun.

#### République du Congo
Au Congo-Brazzaville (République du Congo), la production a commencé dès les années 1950 et 1960 dans des petits gisements sur la côte, puis s'est étendue depuis les années 1980 vers des gisements offshore en eaux de plus en plus profondes. Avec 220 kbbl/j de production exportée à 97 %, la République du Congo est un fournisseur non négligeable. La production, réalisée pour moitié par Total, a décliné ces dernières années, mais devrait rebondir avec les nouveaux projets offshore. La présence de pétrole au Congo, comme à Cabinda, s'explique par les sédiments portés par le fleuve Congo.

#### République démocratique du Congo
Par contre, le Congo-Kinshasa (République démocratique du Congo) est un tout petit producteur de pétrole comparé à ses voisins, avec 45 kbbl/j, du fait de l'étroitesse de son domaine maritime et de ses richesses minières. Perenco contrôle toute la production. Mais la RdC a d'importants gisements de pétrole à l'Est. Depuis 2010 la RdC est considérée comme le futur grand producteur de pétrole.

#### Gabon
Le Gabon a vu sa production chuter quand le gisement principal, Rabi-Kounga (850 Mbbl, trouvé en 1985), a « pris l'eau » en 1997. Le pays produisait 371 kbbl/j en 1997 (donc 217 à Rabi) et 290 kbbl/j seulement en 2003 (55 à Rabi), puis 265 en 2004. Ce déclin semble irréversible, mais des efforts de récupération assistée à Rabi et Anguille, ainsi que la multiplication des petits gisements (< 50 Mbbl) ont permis de le ralentir.

#### Namibie
La Namibie, comme toute la face ouest du continent, possède des roches sources crétacées, liées au rift atlantique, dans son vaste domaine offshore, qui est encore peu exploré, mais a donné un gisement significatif de gaz naturel, Kudu dont la production sera exportée en Afrique du Sud. Il existe donc un certain potentiel dans ce pays.

#### Ghana
Le Ghana devient en 2011 un pays exportateur de pétrole, avec 120 kbbl/j produits sur le champ offshore Jubilee,.

## Afrique du Nord

Carte des bassins producteurs

Le Sahara est une vaste plate forme granitique, dont le socle est à l'affleurement en certains endroits, entrecoupés de bassins sédimentaires plus ou moins profonds. Ces bassins offrent la plupart des zones pétrolières d'Afrique du Nord, à part la formation deltaïque du Nil, le golfe de Suez (la naissance d'un rift) et le bassin pélagique.La plupart des zones qui se trouve près des côtes ont surement était submergées par l'eau.Le plancton s'y est déposée et s'est recouvert de terre,de sable,de roche.Quand le niveau de l'eau a legerement baissé,la zone a été à decouvert.

### Algérie
En Algérie en 2004, la production journalière est de 1,23 Mbbl. En incluant la production journalière de 445 kbep de condensats et de 250 kbep de liquides de gaz naturel (éthane, propane, butane, éthylène, etc), la production de ce pays en 2004 est de 1,925 Mbbl/j, en augmentation par rapport à 2003 (1,86 Mbbl/j). Seuls 246 kbbl/j sont consommés dans le pays.
Le pays possède plusieurs grands bassins producteurs (quatre selon le découpage choisi ici), de géologies assez comparables (roches sources siluriennes et parfois dévoniennes, pièges anticlinaux) : 
1. Le grand erg occidental (bassin d'Ahnet), qui produit surtout du gaz. Hassi R'Mel est le plus grand gisement de gaz d'Afrique avec environ 16 Gbep (dont un de liquides), il est le cœur de la production de gaz de la Sonatrach (compagnie nationale) : en plus de sa propre production, il centralise le gaz des autres régions et est le point de départ des gazoducs d'exportations vers l'Espagne (via le Maroc) et l'Italie (via la Tunisie). Du gaz est aussi exporté sous forme cryogénique.
2. Le grand Erg oriental, ou bassin de Berkine, est lui plutôt pétrolier, et a donné plus de 15 Gbbl. On trouve ici le gisement de Hassi Messaoud, plus grand gisement de pétrole d'Afrique, avec quelque 9 Gbbl (initialement) de pétrole de très bonne qualité. Hassi R'mel et Hassi Messaoud ont été découverts à quelques mois d'intervalle, en 1956, ce qui explique en partie la réticence française à accorder l'indépendance.
3. Le bassin d'Illizy, un peu plus au sud, est principalement gazier.
4. Le bassin d'In Salah, prolongement méridional de celui d'Ahnet, dont les importantes réserves de gaz commencent à être développées.

Les réserves prouvées totales actuellement annoncées sont de 10,7 Gbbl (brut seulement) pour l'Algérie, chiffre qui, pour une fois, semble un peu trop bas. Le pays, malgré 40 ans d'activités pétrolières, semble avoir encore un certain potentiel d'exploration - ainsi, Anardarko a trouvé 2 Gbbl ces 15 dernières années. Un peu plus de 1 100 puits d'exploration ont été forés. Il semble raisonnable d'estimer la production future de brut à entre 15 et 20 Gbbl. Des réserves de condensats et de GPL (liquides venant des gisements de gaz) sont elles estimées à 6 Gbep.
Le pays est encore plus riche en gaz naturel, et la production, en équivalence énergétique, dépasse celle du pétrole. Avec 25 Gbep au moins de réserves en gaz, le pays peut maintenir sa production actuelle pendant des décennies.

### Libye
L'exploration dans ce pays a commencé relativement tard, avec une découverte mineure en 1957, suivie de plusieurs sites pétroliers géants dans le bassin de Syrte, dont le plus grand est Sarir (6 Gbbl, en 1961) – plus de 20 Gbbl furent découverts en dix ans, un exemple typique d'exploration rapide d'un bassin. Conséquence logique, la production explosa : en 1970, elle atteint 3 Mbbl/j, dépassant l'Arabie saoudite et contribuant à faire chuter les cours mondiaux, d'autant que les bruts du bassin de Syrte sont de très haute qualité. La mise en place des quotas de l'OPEP fait chuter la production, qui connut ensuite une remontée irrégulière. En 2017, sa production est de 800 kbbl/j.
En dehors du bassin de Syrte, plusieurs autres régions offrent des réserves moindres. Le pays reste relativement sous-exploré, le potentiel de nouvelles découvertes (actuellement, 39 Gbbl de réserves sont rapportées) semble bon. Le prolongement offshore du bassin de Sirte est sans doute la région la plus intéressante. Les compagnies pétrolières se sont d'ailleurs âprement disputées les blocs d'exploration récemment proposés, après la levée des sanctions économiques qui ont longtemps frappé le pays et donc limité l'investissement dans son secteur pétrolier.

### Égypte
L'Égypte possède trois grands bassins productifs. Le golfe de Suez, un bassin tertiaire est de loin le principal. Les principaux gisements de cette région ont été découverts dans les années 1960 et considérablement déplétés depuis. Le désert occidental (bassin d'El-Alamein) est une région d'importance bien moindre, doté de sources plus anciennes (jurassiques). Il existe aussi de petites quantités de pétrole en haute-Égypte et en mer Rouge.
Le delta du Nil, exploré plus récemment, est quant à lui doté de réserves de gaz, d'origine mixte (biogénique et thermogénique). 7 Gbep ont été découverts dans cette zone, et il reste beaucoup d'exploration à faire, surtout en offshore profond.
La production de pétrole (et autres liquides) du pays est en déclin : après avoir culminé à 940 kbep/j en 1993 elle n'est plus que de 717 kbep/j en 2014 . D'exportateur, le pays est devenu importateur. 
En revanche, la production de gaz a explosé, grâce aux réserves du delta du Nil. De 21 km3 en l'an 2000, elle a atteint 61 km3 en 2011. L'accroissement de production a surtout servi à alimenter deux terminaux d'exportation de GNL. Du gaz est aussi exporté par pipeline vers la Jordanie et Israël. Néanmoins à partir de 2012 la production de gaz a décliné à son tour, et le pays a dû cesser ses exportations de GNL et rencontre une pénurie de gaz. Il est alors décidé d’importer du gaz d’Israël en renversant le pipeline existant.
Néanmoins, en 2015, la compagnie ENI découvre un nouveau gisement offshore extrêmement important, nomme Zohr, avec une première évaluation à 850 km3 de réserves, ce qui dépasse la total de la production du pays jusqu'ici. Ce gisement vient compléter une nouvelle zone prospective dans l'est de la Méditerranée, après les gisements découverts dans les eaux chypriotes (Aphrodite) et israéliennes (Léviathan, Tamar).

### Tunisie
La Tunisie fait figure de parent pauvre par rapport à ses deux voisins. Ce pays possède des gisements d'hydrocarbures, offshore dans le golfe de Gabès, et onshore au Sud du pays, mais la production de pétrole (à 66 kbbl/j) est en déclin depuis 20 ans, tandis que celle de gaz progresse, mais reste modeste. Le pays importe désormais 20 % du pétrole et 40 % du gaz qu'il consomme. Les gisements trouvés ces dernières années sont de très petite taille, mais l'exploration reste assez active. La Tunisie touche environ 23 kbep/j de gaz gratuit - une indemnité en nature sur le gaz algérien transitant par son territoire avant d'atteindre l'Italie (pipeline Transmed).
Toutefois, la Tunisie flotte sur un bassin pétrolier. C'est le constat de l'USGS «United States Geological Survey», un organisme américain qui se consacre aux sciences de la Terre. Cette compagnie avait décelé par le biais d'une étude approfondie que la zone concernée concentre plus de 1,03 milliard de barils de stocks de pétrole. Si le projet a été lancé en 2009, la découverte de cet important stock pétrolier au large de la Tunisie date de 2011.

## La raffinerie du pétrole
Le pétrole est transporté par des pétroliers puis envoyé dans les raffineries par pipeline. Des wagons citernes vont ensuite le transporter dans plusieurs dépôts pour être raffiné et envoyé aux consommateurs.

## Reste de l'Afrique

### Tchad
La production de pétrole au sud du Tchad a commencé en 2003 (alors que les réserves sont connues depuis les années 1970), permise par un oléoduc reliant le bassin de Doba à Douala au Cameroun, d'une capacité de 220 kbbl/j. Seuls les trois principaux gisements (totalisant 900 Mbbl) sont exploités pour le moment, d'autres seront ajoutés progressivement pour compenser leur déclin. Le pays possède au moins 2 Gb de réserves, mais le pétrole est d'assez basse qualité. Outre le bassin de Doba, de petites quantités de pétrole existent dans le bassin du Lac Tchad. Encana explore le nord du pays.

### Niger
Environ 300 Mbbl ont été identifiés au Niger. L'exploration continue, mais vu l'isolement du pays, il faudra probablement un Gb pour justifier un projet d'exportation. Il en va de même pour la République centrafricaine ; le bassin de Doba se prolonge dans ce pays.

### Soudan
Au Soudan, les réserves prouvées en 2005 sont de 563 Mbbl, plus du double de la valeur estimée en 2001 (262 Mbbl). D'après le ministère de l'Énergie du pays, le bassin du Nil bleu et la région de la mer Rouge à l'est du Soudan recèlent un potentiel de découverte et de production très élevé. Notons cependant que jusqu'ici l'exploration de la mer Rouge (que ce soit au Soudan ou dans les quatre autres pays qui y ont un littoral) n'a jamais donné beaucoup de résultats. La production soudanaise, infime jusqu'en 1998, devrait atteindre 500 kbbl/j cette année et le pays envisage de rejoindre l'OPEP. 

### Afrique du Sud
Pauvre en pétrole, l'Afrique du Sud a développé une industrie de syncrude à base de charbon pour améliorer son indépendance énergétique. La production est de 165 kbbl/j de synfuels, soit le tiers de sa consommation. Une partie de cette industrie utilise désormais du gaz naturel comme matière première, depuis que de petites quantités d'hydrocarbures (plus de gaz que de pétrole) ont été trouvées en offshore (Mosselbay). Plusieurs petits gisements offshore fournissent plus de 50 kbbl/j de brut et de liquides de gaz naturel. Le pays commence à exporter sa technologie de synfuels.

### Mozambique
Le détroit du Mozambique et les côtes malgaches font aussi l'objet d'un certain intérêt. Madagascar possède plusieurs milliards de barils de sables bitumineux dans les gisements de Tsimiroro et Bemolanga, dans le premier un puits expérimental produit de petites quantités de bitumes par injection de vapeur depuis 2007. Ce pétrole lourd prouvant l'existence d'un système pétrolier dans le bassin de Morondava, diverses compagnies recherchent du pétrole dans le pays. 
Le Mozambique possède des réserves de gaz naturel, et exporte du gaz vers l'Afrique du Sud depuis 2004. En 2012 six gisements de gaz naturel (le plus important Golfinho, estimé à 525 km3) ont été découverts dans le bassin du Rovuma. Ces importantes réserves font du Mozambique un acteur en devenir du marché du gaz naturel, avec un terminal d'exportation de gaz naturel liquéfié à l'étude.
Des forages d'exploration réalisés en 2010 et 2011 ont mis en évidence des gisements offshore de gaz naturel au large de Mtwara en Tanzanie. Depuis, la Tanzanie a découverts plusieurs gisements, sans que les réserves soient aussi vastes qu'au Mozambique. 

### Somaliland
Des premières explorations ont été réalisées de façon confidentielle au Somaliland.

### Zone du lac Albert
L'exploration du lac Albert (à la frontière entre le Congo-Kinshasa et l'Ouganda) et de ses alentours a récemment (2006) donné plusieurs découvertes de pétrole et de gaz. Si l'ampleur des réserves reste à déterminer, Tullow Oil a annoncé son intention de commencer une production de petite envergure (4 000 barils par jour, destinés à la consommation locale) dès 2009. Rien ne permet de dire que le pays deviendra un exportateur significatif. Tullow explore aussi le côté congolais de ce petit graben, mais les travaux y sont bien moins avancés.

## Tableau de synthèse
|              | Déjà produit       | Restant            | Production 2007    | Production 2007         | Consommation   |
| ------------ | ------------------ | ------------------ | ------------------ | ----------------------- | -------------- |
| Unité        | Gbbl               | Gbbl               | kbbl/j             | kbbl/j                  | kbbl/j         |
| Inclut :     | Brut conventionnel | Brut conventionnel | Brut conventionnel | Liquides de Gaz Naturel | Produits finis |
| TOTAL        | 82                 | 120 à 180 ??       | 6900               |                         |                |
| Nigeria      | 26                 | 40 à 50?           | 2120               | 200                     | 320            |
| Angola       | 24                 | ~50??              | 1700               | 100                     | 240            |
| Congo Brazza | 14                 | 15 à 20?           | 1410               | 735                     | 254            |
| Algérie      | 6                  | 20 à 30            | 1680               | 100                     | 60             |
| Égypte       | 10                 | ~5                 | 640                | 105                     | 616            |

Note : la catégorie « liquides de GN » (gaz naturel) regroupe tous les hydrocarbures présents à l'état gazeux dans les gisements de gaz, et utilisés à l'état liquide. Cela comprend les condensats (liquides à températures ambiante, molécules avec 5 à 8 carbones) et les GNL (liquéfiés par réfrigération, molécules avec 2 à 4 carbones).
On remarquera dans ces données que les grands producteurs africains, sauf l'Égypte, ne consomment qu'une fraction de leur production. Le continent dans son ensemble exporte les deux tiers de ce qu'il produit, car sa consommation est faible : moins de 3 Mbep/j, l'Égypte et l'Afrique du Sud en représentant le tiers à eux seuls.
La production cumulée est issue de documents de l'ASPO et mise à jour en ajoutant les productions annuelles depuis la publication.

## Gisements remarquables
- Algérie : Hassi Messaoud (pétrole), Hassi R'Mel (gaz)
- Gabon : Rabi-Kounga (pétrole)
- Madagascar : Tsimiroro (pétrole non conventionnel)